# Иовлев, Николай Александрович
Николай Александрович Иовлев (16.05.1922 — 22.07.2010) — российский специалист в области радиолокации, лауреат Государственной премии СССР (1971). 
Разработчик авиационных радиоэлектронных комплексов военного и гражданского назначения.

## Биография
Родился 16.05.1922 г. в с. Ваганово Кочуковской волости Владимирского уезда. Отец Иовлев Александр Иванович (1900 г. р.), мать Иовлева (Бурмистрова) Ольга Федоровна (1900 г. р.), брат Иовлев Виктор Александрович (1923 г. р.). Жена — Иовлева Надежда Александровна (1923 г. р.), сын — Иовлев Юрий Николаевич (1946 г. р.)
Окончил 10 классов школы № 4 Петроградского района г. Ленинграда. Обучался по двухгодичной программе во Всесоюзном заочном индустриальном институте (1939—1941).
В 1940—1941 ученик монтажника на ленинградском заводе № 327. В 1941—1945 техник по настройке радиоаппаратуры на заводе им. Коминтерна.
С 1945 года на ленинградском заводе № 287 и в его ОКБ (ОКБ-287): инженер, начальник лаборатории, начальник отдела.
В 1964—1972 в СКБ-4 НИИ-131 (созданном на базе ОКБ-287) (Ленинградский НИИ радиоэлектроники, будущий НПО «Ленинец», разработка РЭ комплексов для морской противолодочной авиации, разработка поисково-прицельных систем: ППС «Беркут» для Ил-38, «Беркут-95» для Ту-142): главный конструктор авиационных ППС.
В 1969 году за создание ППС «Беркут» награждён орденом Ленина. В 1971 году за участие в создании самолета ИЛ-38 с ППС «Беркут» удостоен звания Лауреата Государственной премии СССР.
В 1972—1983 зам. главного конструктора специзделий.
В 1981 году за создание ППС «Коршун — М» для самолета ТУ-142М награжден орденом «Октябрьской революции»
В 1982 году оформлена пенсия, в 1983 году - персональная пенсия. В связи с этим перешел на должность старшего инженера. На этой должности занимался разработкой тактических задач новых систем, разработал алгоритм и программу расчета относа и времени падения сбрасываемых с самолета средств, отличающуюся своей универсальностью.
Умер 22 июля 2010 года в Санкт-Петербурге в кругу семьи.

## Награды
Орден «Ленина» (1969). Лауреат Государственной премии СССР (1971). Почётный радист (1972). Ветеран авиации ВМФ (1972). Орден Октябрьской революции (1981).